# Černý Štolpich
Der Černý Štolpich, auch Velký Štolpich bzw. Velký Sloupský potok (deutsch Schwarzer Stolpich) ist der rechte und längere Quellbach des Sloupský potok (Stolpichbach) in Tschechien.

## Verlauf
Der Černý Štolpich entspringt Osthang des Holubník (Taubenhaus, 1070 m) auf dem Kamm des Isergebirges und fließt anfänglich in nördliche Richtung. Westlich des Na skalce (963 m) ändert der Bach seinen Lauf nach Nordwesten und stürzt über die Kaskaden des Stolpichfalls 30 m hinab. Zwischen dem Ořešník (Nußstein, 800 m) und der Krásná Maři (Schöne Marie) bildet der Černý Štolpich auf dreieinhalb Kilometer Länge eine tiefe Felsschlucht mit Katarakten und weiteren kleineren Wasserfällen, in der der Bach 400 Höhenmeter überwindet.  
Danach erreicht der Černý Štolpich das Isergebirgsvorland und fließt durch Ferdinandov. Westlich des Hügels Na Chatkách (465 m) vereinigt sich der Černý Štolpich mit dem Bílý Štolpich (Weißer Stolpich) zum Sloupský potok (Stolpich).

## Stolpichstraße / Štolpišská silnice
Ab 1891 wurde in der Schlucht des Schwarzen Stolpich die Stolpichstraße angelegt; sie diente ursprünglich zur besseren forstwirtschaftlichen Erschließung der Wälder auf dem Isergebirgskamm und erlangte nach ihrer Fertigstellung als Verbindungsstrecke über den Kamm nach Bedřichov auch touristische Bedeutung. 